# Siedlec (Otmuchów)
Siedlec (deutsch Zedlitz) ist ein Dorf der Stadt- und Landgemeinde Otmuchów im Powiat Nyski in der Woiwodschaft Opole in Polen.

## Geographie

### Geographische Lage
Das Straßendorf Siedlec liegt im Südwesten der historischen Region Oberschlesien. Der Ort liegt etwa neun Kilometer nordöstlich des Gemeindesitzes Otmuchów, etwa 12 Kilometer nordwestlich der Kreisstadt Nysa und etwa 67 Kilometer südwestlich der Woiwodschaftshauptstadt Opole.
Siedlec liegt in der Nizina Śląska (Schlesische Tiefebene) innerhalb der Równina Grodkowska (Grottkauer Ebene). Das Dorf liegt an der Cielnica (Tellnitz), einem linken Zufluss der Glatzer Neiße.

### Nachbarorte
Nachbarorte von Siedlec sind im Osten Rysiowice (Reisewitz), im Süden Malerzowice Małe (Klein Mahlendorf), im Südwesten Starowice (Starrwitz) sowie im Nordwesten Ogonów (Ogen).

## Geschichte

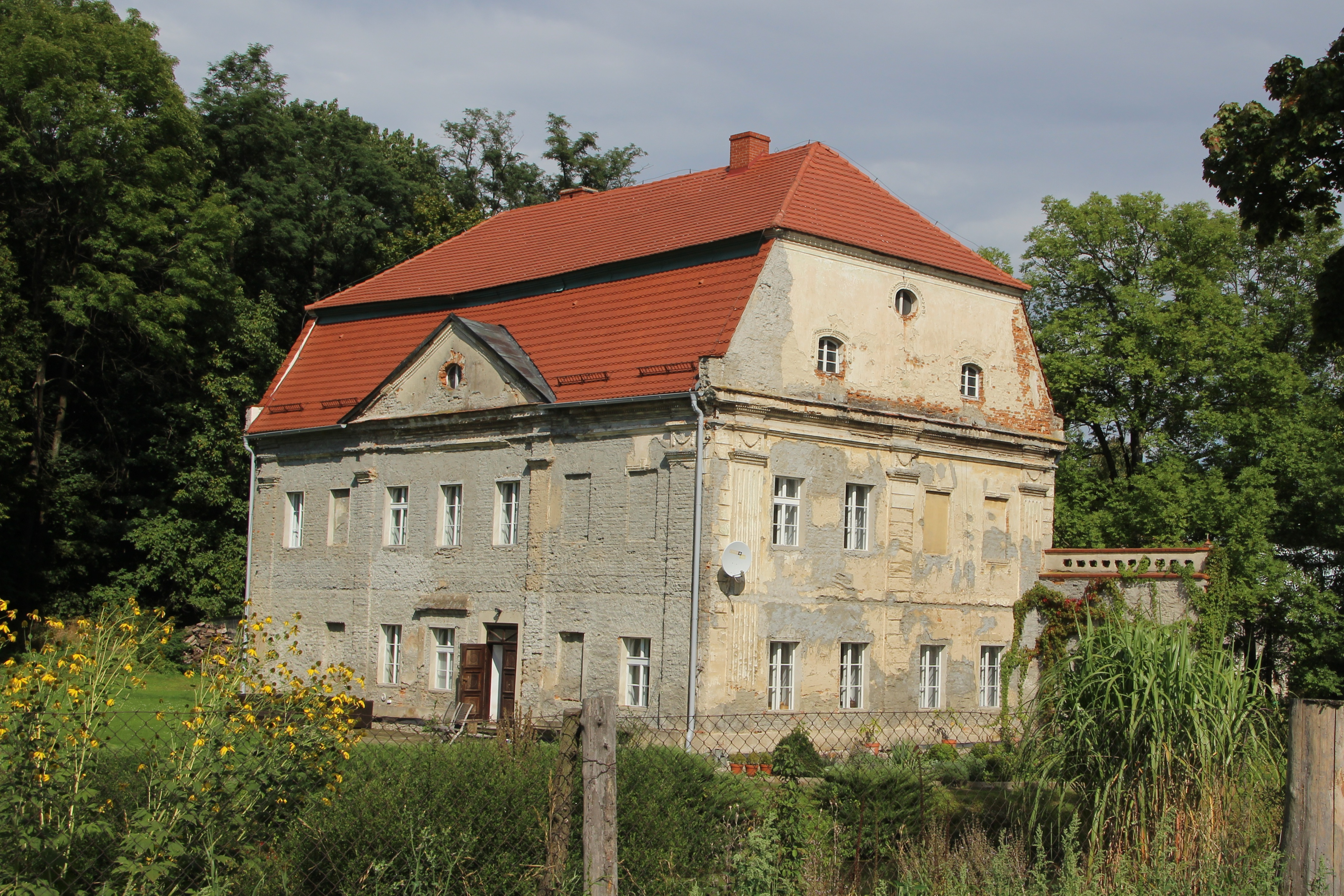
Schloss Zedlitz

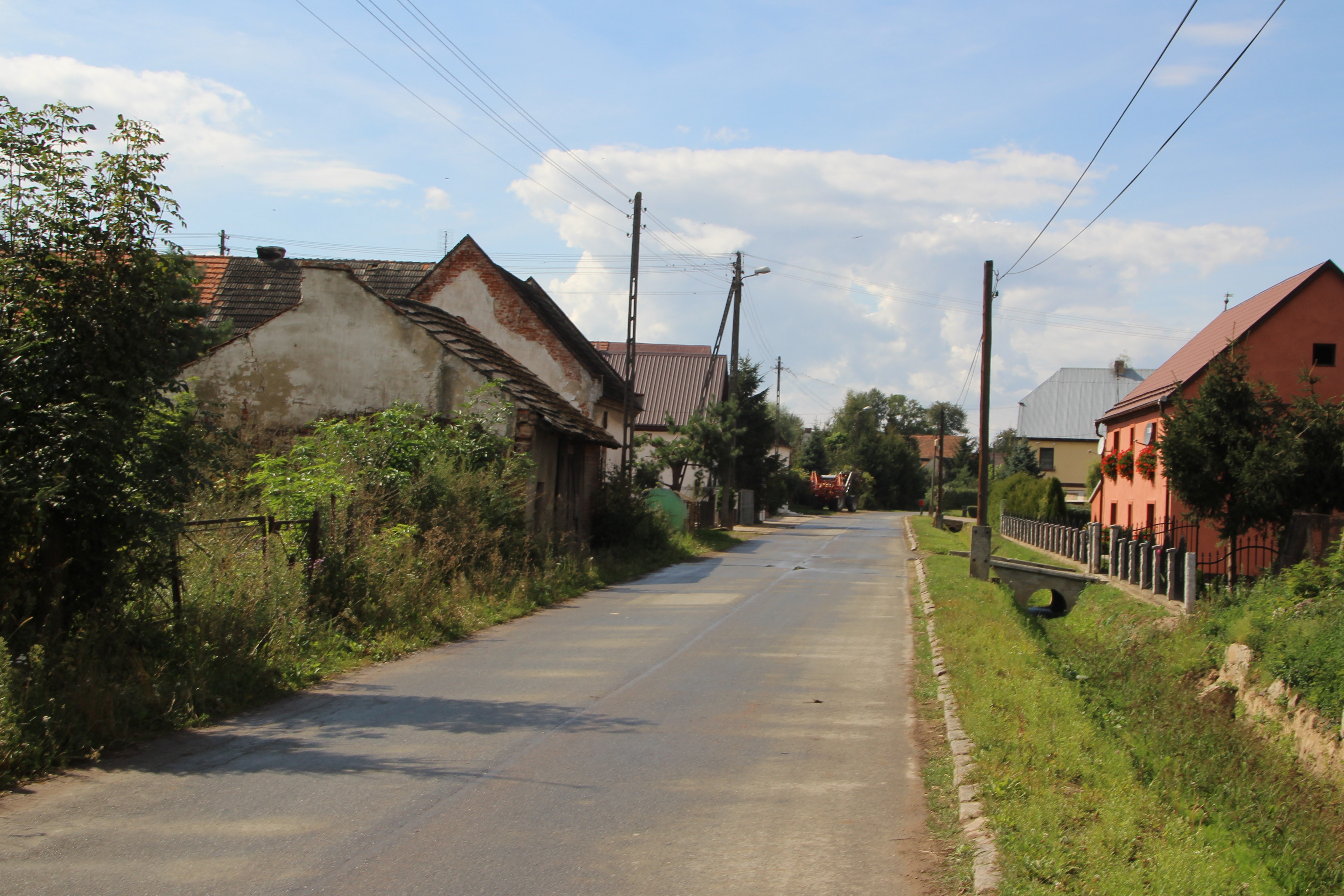
Dorfparti

In dem Werk Liber fundationis episcopatus Vratislaviensis aus den Jahren 1295–1305 wird der Ort erstmals als Sedletz erwähnt. 1376 erfolgte eine Erwähnung als Czedlicz.
Nach dem Ersten Schlesischen Krieg 1742 fiel Zedlitz mit dem größten Teil Schlesiens an Preußen.
Nach der Neuorganisation der Provinz Schlesien gehörte die Landgemeinde Zedlitz ab 1816 zum Landkreis Grottkau im Regierungsbezirk Oppeln. 1845 bestanden im Dorf eine Scholtisei, ein Schloss, ein Vorwerk sowie 37 weitere Häuser. Im gleichen Jahr lebten in Zedlitz 233 Menschen, allesamt katholisch. 1855 lebten 264 Menschen in Zedlitz. 1865 bestanden im Ort zehn Bauern-, sieben Gärtner- und sieben Häuslerstellen. Eingeschult und eingepfarrt waren die Bewohner nach Groß Carlowitz. 1874 wurde der Amtsbezirk Zedlitz gegründet, welcher aus den Landgemeinden Graschwitz, Klein Carlowitz, Ogen, Reisendorf, Reisewitz und Zedlitz und den Gutsbezirken Klein Carlowitz, Reisendorf, Reisewitz und Zedlitz bestand. 1885 zählte Zedlitz 224 Einwohner.
1933 lebten in Zedlitz 192 sowie 1939 204 Menschen. Bis Kriegsende 1945 gehörte der Ort zum Landkreis Grottkau.
Als Folge des Zweiten Weltkriegs fiel Zedlitz 1945 wie der größte Teil Schlesiens unter polnische Verwaltung. Nachfolgend wurde es in Siedlec umbenannt und der Woiwodschaft Schlesien angeschlossen. Die deutsche Bevölkerung wurde weitgehend vertrieben. 1950 wurde es der Woiwodschaft Oppeln eingegliedert. 1999 kam der Ort zum wiedergegründeten Powiat Nyski. 2006 lebten 220 Menschen im Ort.

## Sehenswürdigkeiten
- Das Schloss Zedlitz wurde um 1800 erbaut. Das zweigeschossige Gebäude mit Mansardendach besitzt einen rechteckigen Grundriss sowie an der Ostfassade einen dreiachsigen Mittelteil mit Pilastern.[9] Das Schloss steht seit 1965 unter Denkmalschutz.[10]
- Direkt angrenzend befindet sich ein kleiner Landschaftspark. Dieser steht seit 1984 unter Denkmalschutz.[10]
- Schulgebäude – 1882 erbaut[10]
- Hölzernes Wegekreuz